# Amos Rusie
Amos Wilson Rusie (Mooresville, Indiana, 30 de mayo de 1871-Seattle, Washington, 6 de diciembre de 1942), más conocido como Amos Rusie, fue un jugador profesional estadounidense de béisbol que se desempeñó en la posición de lanzador en las Grandes Ligas de Béisbol (MLB). Es miembro del Salón de la Fama del Béisbol.

## Carrera
Rusie jugó como profesional una temporada en Indianapolis Hoosiers (1889), después pasó a New York Giants (1890-1895, 1897-1898), luego a Cincinnati Reds, donde jugó una temporadas (1901), y fue el equipo en el que se retiró.

## Reconocimiento
En 1977, ingresó como miembro al Salón de la Fama del Béisbol.